# Xixiang Chi

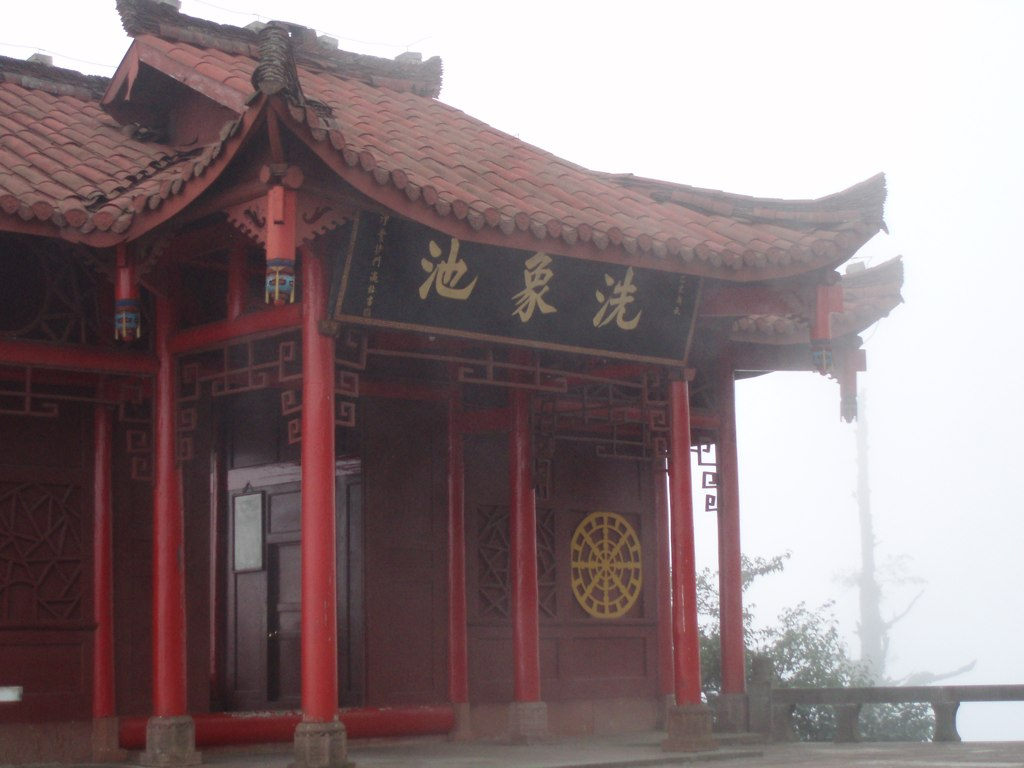
Xixiang Chi 洗象池(„Elefantenwaschungsteich“)

Xixiang chi (chinesisch 洗象池, Pinyin Xǐxiàng chí, englisch Elephant Washing Pool – „Elefantenwaschungsteich“), auch bekannt unter der chinesischen Bezeichnung Tiānhuā chányuàn (天花禅院), ist einer der wichtigsten buddhistischen Tempel im Gebirge Emei Shan auf dem Gebiet von Emeishan in der südwestchinesischen Provinz Sichuan, das zu den Vier heiligen Bergen  des Buddhismus in China zählt. Es ist ein Nationaler Schwerpunkttempel des Buddhismus in han-chinesischen Gebieten. Die Anlage liegt mehr als 2.000 m über dem Meeresspiegel.
Das Kloster wurde in der Zeit der Ming-Dynastie gegründet, in der Regierungszeit des Kaisers Kangxi während der Qing-Dynastie wurde der Tempel erweitert. 
Es wird gesagt, Bodhisattva Samantabhadra habe seinen Elefanten in einem Teich in der Nähe eines Tempels gewaschen, als er den Berg erklomm und daher habe der Teich seinen Namen erhalten. "Nächtlicher Mond über dem Elefantenwaschungsteich" (“Night Moon over the Elephant Washing Pool”) ist eine der Zehn Szenerien des Emei Shan (Emei shi jing): wenn der Mond in der Nacht hell leuchtet, mit dem im Wasser reflektierenden Mondlicht, scheint es, als wenn man ein Unsterblicher im Himmel wäre.
Wichtige Gebäude des Tempels sind Maitreya-Halle, Haupthalle, Guanyin-Halle sowie „Tripitaka-Pavillon“ (Bibliothek) und Gästehütte.

## Denkmal
Der Tempel steht seit 1961 auf der Liste der Denkmäler der Volksrepublik China (1-133). Der Tempel steht auch auf der Liste der Denkmäler der Provinz Sichuan.

## Verschiedenes
In seiner Gästehütte befinden sich zwölf Nanmu-Holzstühle aus der Zeit der Republik, deren Lehnen mit einer politischen Parole des Warlords General Feng Yuxiang (1882–1948) beschriftet sind: “提倡佛教，改善人心，精诚团结，实现和平” („Den Buddhismus fördern, die Menschen verbessern, aufrichtige Solidarität in republikanischem Geiste, den Frieden erreichen“).